# Hieronymus Ferdinand Rudolf von Colloredo-Mannsfeld

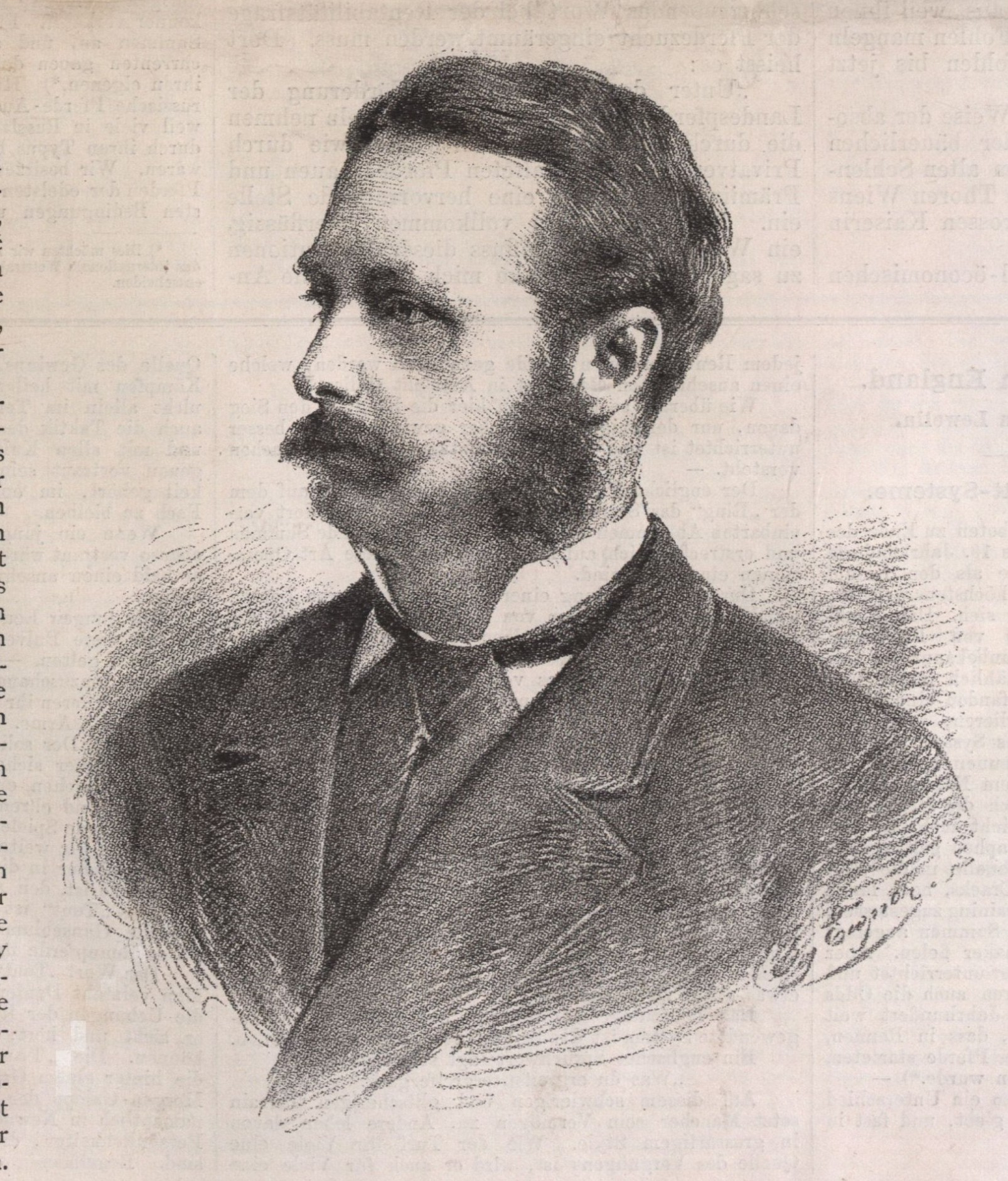
Hieronymus Ferdinand Rudolf von Colloredo-Mannsfeld (1878)

Hieronymus Ferdinand Rudolf von Colloredo-Mannsfeld, meist Hieronymus Graf von Mannsfeld (* 20. Juli 1842 in Przemyśl, Galizien; † 29. Juli 1881 in Blankenberge, Belgien) war ein österreichischer Politiker, der nebenbei auch prähistorische Forschungen betrieb.

## Leben
Er war der Sohn von Josef Franz Hieronymus von Colloredo-Mannsfeld und ab 1865 mit Aglaë Gräfin Festetics verheiratet, mit der er sechs Kinder hatte.
1859 trat er in die Armee ein und nahm 1865 als Rittmeister seinen Abschied. In Folge widmete er sich der Verwaltung seiner Familiengüter in Dobříš, Opočno, Zbiroh und Sierndorf, vor allem an letzterem Ort betrieb er auch prähistorische Forschungen.
1872 wurde er für den verfassungstreuen Großgrundbesitz in den böhmischen Landtag gewählt und war 1873–1875 Präsident des böhmischen Landeskulturrats. 1876 wurde er auch Abgeordneter zum Reichsrat (1876–1879 für den niederösterreichischen, 1879 bis zu seinem Tod für den böhmischen Großgrundbesitz) und schloss sich in Folge den deutschen Liberalen an. In den Ministerien Auersperg und Stremayr war er 1875–1879 Ackerbauminister. 1876 wurde er zum Geheimen Rat ernannt.

## Prähistorische Forschungen
In der Umgebung seines Gutes in Sierndorf, in der Katastralgemeinde Unterzögersdorf (heute zu Stockerau) liegt ein Tumulus (der „Löwenberg“, zum Namen vgl. Leeberg), der 1873 von Colloredo-Mannsfeld ergraben wurde. Dabei wurde eine hölzerne Grabkammer mit Brandbestattung gefunden, daneben auch bronzene Gewandteile, Hirschhornäxte sowie mehrere dekorierte Gefäße. Die Funde werden der Hallstattzeit zugeordnet.